# Liste des évêques de Benguela
La liste des évêques de Benguela recense les noms des évêques qui se sont succédé sur le siège épiscopal de Benguela, en Angola, depuis la création du diocèse de Benguela (Dioecesis Benguelensis) le 6 juin 1970 par détachement du diocèse de Nova Liboa. 

## Liste des évêques
- 6 juin 1970-† 14 octobre 1973 : Armando Dos Santos (Armando Amaral Dos Santos)
- 14 octobre 1973-20 novembre 1974 : siège vacant
- 20 novembre 1974-18 février 2008 : Oscar Lopes Fernandes Braga (Oscar Lino Lopes Fernandes Braga)
- 18 février 2008-26 mars 2018 : Eugenio Dal Corso, PSDP
- depuis le 26 mars 2018 : António Francisco Jaca, SVD, précédemment évêque de Caxito

## Sources
- (en) Fiche du diocèse sur catholic-hierarchy.org